# Bremiola onobrychidis
Bremiola onobrychidis är en tvåvingeart som först beskrevs av Bremi 1847.  Bremiola onobrychidis ingår i släktet Bremiola och familjen gallmyggor. Inga underarter finns listade i Catalogue of Life.